# James Preston
James Preston (Casper, Wyoming; 30 de junio de 1988) es un actor y modelo estadounidense más conocido por interpretar a Lukas Ford en la serie de vampiros de la ABC The Gates.

## Carrera

### 2006-2009
En 2004, James comenzó a conseguir papeles como invitado en las películas y programas de televisión. Su primer papel fue en el 2006 en el drama dirigido por Dallas Jenkins Midnight Clear, donde interpretó un papel menor como Caroler. En 2008 capturó la campaña de primavera con Abercrombie & Fitch para los niños con el renombrado fotógrafo Bruce Weber. Un año más tarde, fue parte del elenco en la película The Brotherhood VI: Initiation, dirigida por David Decoteau. En el mismo año fue estrella invitada en la serie de la ABC Sin identificar y Make It or Break It.

### 2010
A principios de 2010 James consiguió el papel del hombre lobo, Lukas Ford, en la serie de la ABC The Gates. También tomará el papel de James Dean en Joshua Tree, 1951: A Portrait of James Dean, ambientada en los años antes de que Dean se trasladara a Nueva York y la notoriedad alcanzada. La producción ha comenzado en Joshua Tree, California;Hollywood, y Laguna Beach.
En septiembre de 2010 James también obtuvo un papel como invitado en el drama de CBS Blue Bloods, que se emitió el 24 de septiembre de 2010.

## Filmografía

### Series de TV
| Año  | Título              | Personaje   | Episodio           |
| 2010 | Blue Bloods         | Blake Woods | "Priviledge"       |
| 2010 | The Gates           | Lukas Ford  |                    |
| 2010 | Make It or Break It | Cameo       | "California Girls" |
| 2009 | Sin identificar     | Bill        | "Canine John"      |

### Películas
| Año  | Título                                      | Personaje  |
| 2011 | Joshua Tree, 1951: A Portrait of James Dean | James Dean |
| 2010 | The Binds That Tie Us                       | JJ         |
| 2009 | The Brotherhood VI: Initiation              | Dough      |
| 2006 | Midnight Clear                              | caroler    |